# Schönbielhorn
Das Schönbielhorn ist ein 3472 m hoher Gipfel in den Walliser Alpen. Touristisch wird das Schönbiehlhorn von seinen wesentlich höheren Nachbarbergen überboten. 

## Geographie
Das Schönbiehlhorn liegt nördlich oberhalb des Zmuttgletschers, südöstlich der Dent Blanche. Mit der nördlich liegenden Pointe de Zinal ist der Gipfel durch einen knapp zwei Kilometer langen Grat verbunden. Westlich dieses Grates liegt der Schönbielgletscher, östlich der Hohwänggletscher. Der Gipfelaufbau ist eine in Nord-Süd-Richtung verlaufende Gratschneide, vom Gipfel des Schönbielhorns verläuft dieser Grat noch etwa 250 Meter in südlicher Richtung. Dann teilt sich der Grat in einen Südwest- und einen Südostgrat, letzterer zieht zum Gemsspitz (3182 m), der letzten Erhebung am südlichen Ende dieses Bergkamms.
Bekannt ist das Schönbielhorn vor allem als Aussichtsberg. Neben der Dent Blanche zählen das nordöstlich liegende Obergabelhorn und im Süden Matterhorn und Dent d’Hérens zu den bekannten Gipfeln in unmittelbarer Nähe.

## Anstiege
Der übliche Anstieg führt von der Schönbielhütte zunächst auf Wegspuren in nordöstlicher Richtung zur Einschartung zwischen Schönbielhorn und Gemsspitz (Oberer Blausatz, 3209 m). Von dort geht es zunächst über den Südostgrat zum Punkt, an dem sich Südost- und Südwestgrat vereinen. Dabei führt die Anstiegsroute meist direkt am Grat entlang, gelegentlich kann man ein Stück rechts in die Flanke ausweichen. Hat man den Südgrat des Schönbielhorns erreicht, geht es auf dem Grat weiter, weit weniger steil aber etwas ausgesetzt zum höchsten Punkt. Bei entsprechender Routenwahl liegen die Kletterschwierigkeiten nicht über dem  I. Schwierigkeitsgrad. Von der Schönbielhütte sind für diese Anstiegsroute etwa 2½ Stunden einzuplanen.
Der Nordgrat des Schönbielhorns weist keine besonderen Schwierigkeiten auf. Dies ermöglicht, das Schönbielhorn im Rahmen einer Besteigung der Pointe de Zinal zu überschreiten. Die tiefste Scharte zwischen Schönbielhorn und Pointe de Zinal liegt auf einer Höhe von 3358 m.
Von der Schönbielhütte kann der Südgrat des Schönbielhorns auch von Westen erreicht werden. Dabei bleibt man zunächst auf dem zum Schönbielgletscher führenden Steig und verlässt diesen an P. 3052 Richtung Osten.